# Ryan García
Ryan García (nascut el 8 d'agost de 1998) és un boxejador professional nord-americà que va ostentar el títol interí lleuger de la WBC de gener a maig de 2021. A partir de juny de 2021, va ser classificat com el tercer millor pes lleuger actiu del món per diverses revistes (la revista The Ring i el Transnational Boxing Rankings Board, quart per ESPN, i sisè per BoxRec).

## Biografia
Nascut a Victorville, Califòrnia el 8 d’agost de 1998 és fill de Henry y Lisa García, qui van migrar a els Estats Units: anys enrere amb la intenció de trobar noves oportunitats de vida. Ryan Garcia es el gran de 5 fills d’aquesta família mexicana-estatunidenca i va estar vinculat al boxa (mostrant talentoses habilitats) desde petit .
La història de Ryan García en el boxa ens narra com el jove, es va iniciar en aquesta disciplina a la edat dels set anys, al costat del seu pare dins el garatge de casa seva. La seva gran passió i afició pel boxa el va portar a convertir-se en un esportista amateur de categoria amb 15 títols nacionals en el seu historial.
Amb 16 anys, es va convertir en medallista de plata dels Jocs Olímpics juvenils nacionals i a partir d'aquell moment pràcticament va marcar el que seria el futur de la seva carrera com a professional dins del quadrilàter, una història que ja acumula 20 triomfs sense derrotes, 17 per la via ràpida en els primers assalts de cadascun dels seus duels.

## Carrera professional
La seva primera batalla com a esportista professional va donar-se el 9 de juny de 2016 contra Edgar Meza, el resultat va ser victoriós, per nocaut en el mateix primer assalt. El 15 de setembre de 2017, ja amb un registre de 10 batalles guanyades, totes per la via ràpida, va enfrontar a Miguel Carrizosa i va protagonitzar el seu nocaut més ràpid després de vèncer al seu oponent als 30 segons de la campanada inicial, des d'allà se sabia que es començava a escriure la història d'una futura glòria del boxa.

### Ryan Garcia vs Luke Campbell (combat mes recent)
El 2 de gener de 2021 Ryan García va enfrontar-se a Luke Campbell a la població de Dallas (Texas).
Ryan García (20-0 en aquell moment) es jugava el títol (vacant) de la WBC pes lleuger.
Va tractar-se d’un combat de 7 rounds de durada en els quals els dos boxejadors van trepitjar la lona (van caure).
El primer assalt es va tractar d’un relaxat, va ser protagonitzat per Ryan, qui va connectar diversos cops al cos.
Just iniciant el segon assalt va haver un knock-out per part de Campbell, tot i això García va aixecar-se i continuar amb el combat.
Als següents dos assalts Garcia va intentar igualar el combat connectant diverses combinacions a diferentes parts del cos.
Va continuar l'enfrontament amb un total domini de García, qui no va deixar d’atacar a Campbell desorientan-lo en moment determinats degut als seus constants cops de poder.
El setè assalt s’inicia amb mes calma ja que Eddie Reynoso demana a García que sigui intel·ligent i no gasti energia buscant el knock-out.
Tot i això García knoqueja a Campbell amb un ganxo al fetge poca estona després proclamant-se campió de la WBC pes lleuger.
| Cops de puny        | Garcia | Campbell |
| Cops connectats     | 94     | 74       |
| Cops llençats       | 293    | 331      |
| Percentatge         | 32%    | 22%      |
| Jabs connectats     | 17     | 23       |
| Jabs llençats       | 117    | 159      |
| Percentatge         | 15%    | 15%      |
| Potència connectada | 77     | 51       |
| Potencia llançada   | 176    | 172      |
| Percentatge         | 44%    | 30%      |

## Dades personals
Nom complet:Ryan García Díaz
Sobrenom(s): Kingry, The Flash Reverse, "The New Golden Boy"
Naixement : Estats Units Victorville, Califòrnia 8 d'agost del 1998 (23 anys)
Nacionalitat(s): Americana/Mexicana
```
 
```

Alçada:1,78 m (5 ′ 10 ″)
Pes: superploma, Pes lleuger
Esport: Boxa
Estil: Ortodox
Primer Debut esportiu: 9 de juny de 2016(Edgar Meza)
Entrenador:Eddy Reynos

## Récord professional
| Récord profesional |              |            |
| 21 Combats         | 21 Victories | 0 Derrotes |
| Nocaut             | 18           | 0          |
| Decisió            | 3            | 0          |
| Empats             | 0            | 0          |

| Resultat | Récord | Rival                 | Mètode | Assalt - Temps | Data                    | Localització                                             | Títol                                               |
| Victoria | 21-0   | Luke Campbell         | T.K.O. | 7 (12) - 1:58  | 2 de gener de 2021      | American Airlines Center, Dallas, Texas                  | Guanya el títol interí vacant de la WBC Pes lleuger |
| Victoria | 20-0   | Francisco Fonseca     | K.O.   | 1 (12) - 1:20  | 14 de febrer de 2020    | Honda Center, Anaheim, California                        | Reté WBC Silver Pes lleuger                         |
| Victoria | 19-0   | Romero Duno           | K.O.   | 1 (12) - 1:38  | 2 de novembre de 2019   | MGM Grand Garden Arena, Las Vegas, Nevada                | Guanya WBO NABO y WBC Silver Pes lleuger            |
| Victoria | 18-0   | Jose Lopez            | T.K.O. | 2 (10) - 3:00  | 30 de març de 2019      | Fantasy Springs Casino, Indio, California                |                                                     |
| Victoria | 17-0   | Braulio Rodríguez     | K.O.   | 5 (10) - 1:14  | 15 de desembre de 2018  | Madison Square Garden, Manhattan, Nueva York             |                                                     |
| Victoria | 16-0   | Carlos Morales        | M.D.   | 10 (10)        | 1 de septembre de 2018  | Fantasy Springs Casino, Indio, California                |                                                     |
| Victoria | 15-0   | Jayson Velez          | U.D.   | 10 (10)        | 4 de maig de 2018       | StubHub Center, Carson, California                       | Gana WBO NABO y NABF Peso superploma                |
| Victoria | 14-0   | Fernando Vargas Parra | K.O.   | 1 (10) - 2:55  | 22 de marzo de 2018     | Fantasy Springs Casino, Indio, California                | Manté WBC-NABF Peso ploma                           |
| Victoria | 13-0   | Noe Martinez Raygoza  | TKO    | 8 (8), 1:45    | 16 de desembre de 2017  | Place Bell, Laval, Quebec, Canadá                        |                                                     |
| Victoria | 12-0   | Cesar Alan Valenzuela | TKO    | 3 (8), 2:59    | 2 de novembre de 2017   | Casino Del Sol, Tucson, Arizona                          | Reté el títol WBC-NABF pes ploma                    |
| Victoria | 11-0   | Miguel Carrizoza      | KO     | 1 (8), 0:30    | 15 de septembre de 2017 | MGM Grand Marquee Ballroom, Paradise, Nevada             | Gana el vacante título WBC-NABF pes ploma           |
| Victoria | 10-0   | Mario Macias          | KO     | 1 (4), 0:47    | 15 de juliol de 2017    | The Forum, Inglewood, California                         |                                                     |
| Victoria | 9-0    | Tyrone Luckey         | TKO    | 2 (6)          | 6 de maig de 2017       | T-Mobile Arena, Paradise, Nevada                         |                                                     |
| Victoria | 8-0    | Devon Jonnes          | KO     | 2 (6)          | 3 de febrer de 2017     | Belasco Theater, Los Ángeles, California                 |                                                     |
| Victoria | 7-0    | José Antonio Martínez | KO     | 2 (6)          | 17 de desembre de 2016  | The Forum, Inglewood, California                         |                                                     |
| Victoria | 6-0    | Mario Aguirre         | RTD    | 2 (4), 3:00    | 14 de octubre de 2016   | Sportsmen's Lodge, Studio City, Los Ángeles, California  |                                                     |
| Victoria | 5-0    | Jonathan Cruz         | TKO    | 2 (4)          | 17 d’agost de 2016      | Exchange LA, Los Ángeles, California                     |                                                     |
| Victoria | 4-0    | Cristian Jesus Cruz   | UD     | 4              | 27 de juliol de 2016    | Rancho Grande Bar, Tijuana, Baja California, México      |                                                     |
| Victoria | 3-0    | Luis Lozano           | TKO    | 1 (4)          | 7 de juliol de 2016     | Rancho Grande Bar, Tijuana, Baja California, México      |                                                     |
| Victoria | 2-0    | Hector Garcia         | TKO    | 1 (4)          | 24 de juny de 2016      | Billar El Perro Salado, Tijuana, Baja California, México |                                                     |
| Victoria | 1-0    | Edgar Meza            | TKO    | 1 (4)          | 9 de juny de 2016       | Rancho Grande Bar, Tijuana, Baja California, México      |                                                     |